# Vanda coerulescens

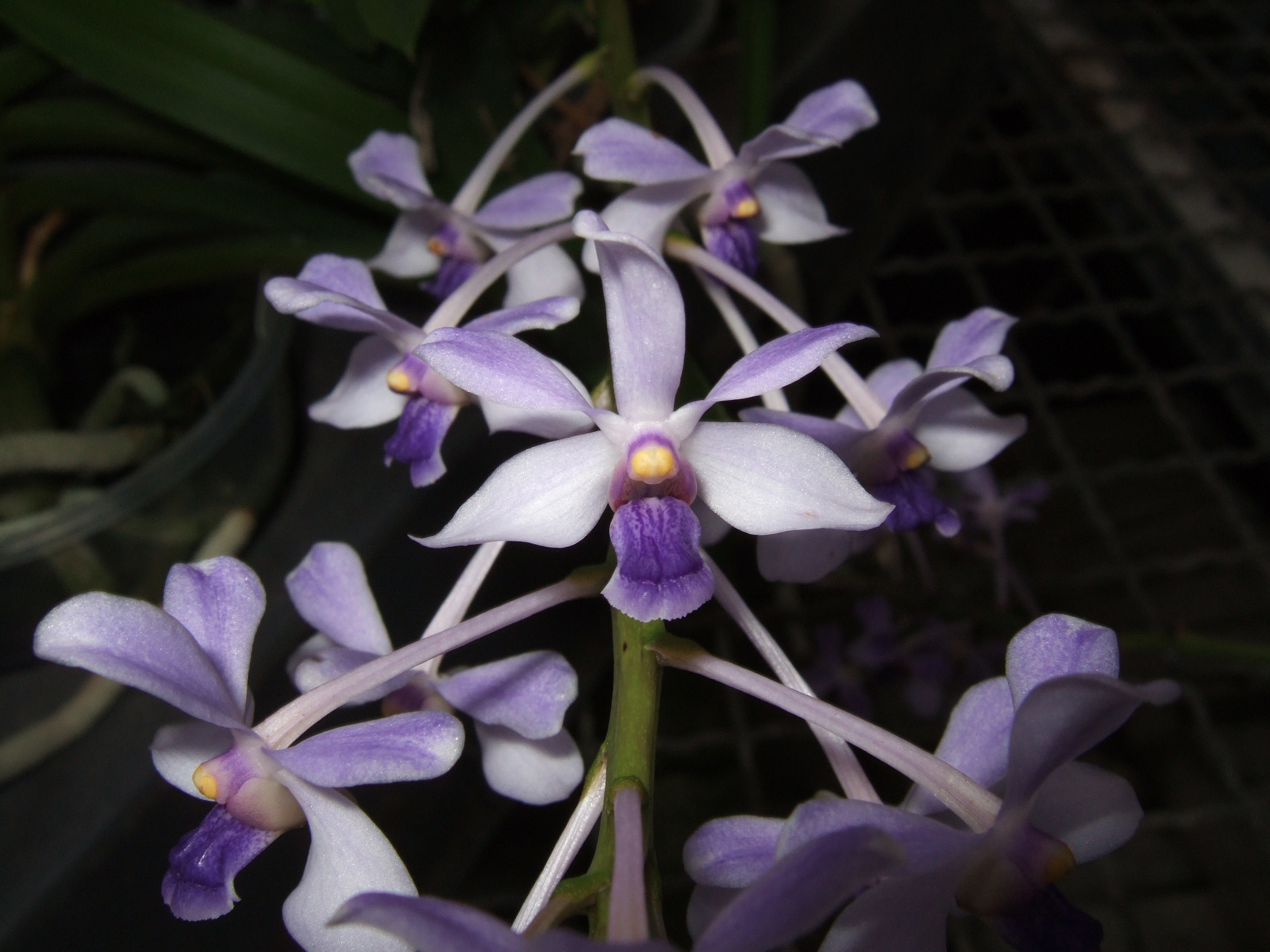
Vanda coerulescens – Blütenstand

Die Orchidee Vanda coerulescens ist eine epiphytisch wachsende Pflanze aus Südostasien. Sie wird gelegentlich als Zierpflanze verwendet.

## Beschreibung
Vanda coerulescens wächst als monopodialer Epiphyt. Der Spross erreicht eine Länge von 2 bis 8 cm, nach anderen Angaben auch bis 10 oder 15 cm, bei 1 bis 1,5 cm Durchmesser. Die zweizeilig angeordneten, fleischigen Blätter sind 7 bis 12 cm (bis 25 cm) lang und 1 bis 1,8 cm breit. Die Spitze ist unregelmäßig abgeschnitten und scharf gezähnt.
Im März bis April erscheinen ein oder zwei Blütenstände jeweils aus einer Blattachsel, sie stehen waagrecht oder hängen herab. Die Blütenstandsachse ist 14 bis 36 cm (bis 50 cm) lang, 10 bis 16 Blüten stehen in der vorderen Hälfte. Die oval-dreieckigen Tragblätter sind 1,5 bis 3 mm groß. Blütenstiel und Fruchtknoten sind bläulich weiß und messen 1,5 bis 3 cm. Die Blüten sind papierartig dünn, hellblau, sie öffnen sich weit, ihr Durchmesser beträgt 1,5 bis 3,5 cm. Die Sepalen sind umgekehrt-eiförmig bis spatelförmig, 1 bis 1,7 cm lang und 0,6 bis 0,8 cm breit, an der Basis keilförmig zulaufend. Die Petalen sind ähnlich geformt, aber etwas schmaler. Die Lippe ist dunkelblau und besitzt an der Basis einen gekrümmten, zylindrisch geformten, stumpf endenden Sporn. Die Seitenlappen der dreilappigen Lippe stehen aufrecht und sind hellblau. Das Ende des Mittellappens ist abgerundet und leicht eingezogen. Auf der Lippe befinden sich drei bis fünf längs verlaufende Kiele. Die blaue Säule ist 0,5 bis 0,7 cm lang, mit hellgelbem Staubblatt.
Die Chromosomenzahl beträgt 2n=38 oder 2n=40.

## Verbreitung
Vanda coerulescens ist in Südostasien beheimatet, ihr Verbreitungsgebiet erstreckt sich über den Nordosten Indiens, den Süden der chinesischen Provinz Yunnan, Myanmar und den Norden Thailands. Sie kommt in Höhenlagen von 300 bis 500 Meter (bis 1600 Meter) vor. Sie wächst als Epiphyt an Baumstämmen in offenen Wäldern.

## Systematik und botanische Geschichte
Vanda coerulescens wurde 1837 von William Griffith in Birma (Myanmar) gefunden, er veröffentlichte die Erstbeschreibung 1851. Lebende Pflanzen sandte erstmals General Benson 1868 an die englische Gärtnerei Veitch and Sons.
Es wurden drei Varietäten beschrieben: var. boxallii, var. hennisiana und var. lowiana, die jedoch alle als Synonyme des Typs betrachtet werden.

## Belege
1. 1 2 3 4 5 6 7  
Alexandra Bell, Xinqi Chen: Vanda. In: Wu Zhengyi, Peter H. Raven (Hrsg.): Flora of China. Band 25. Missouri Botanical Garden Press, St. Louis 2009, S. 472 (efloras.org).
2. 1 2 3 4 5  
H. Bechtel, Ph. Cribb, E. Launert: Orchideenatlas. 3. Auflage. Ulmer, Stuttgart 1993, ISBN 3-8001-6199-0, S. 449.
3. 1 2 3  
F. G. Brieger, R. Maatsch, K. Senghas (Hrsg.): Rudolf Schlechter: Die Orchideen. 3. Auflage. Band I/B. Paul Parey, 1992, ISBN 3-489-78622-X, S. 1217.
4. 1 2  
Vanda coerulescens. In: POWO = Plants of the World Online von Board of Trustees of the Royal Botanic Gardens, Kew: Kew Science